# Dimaro

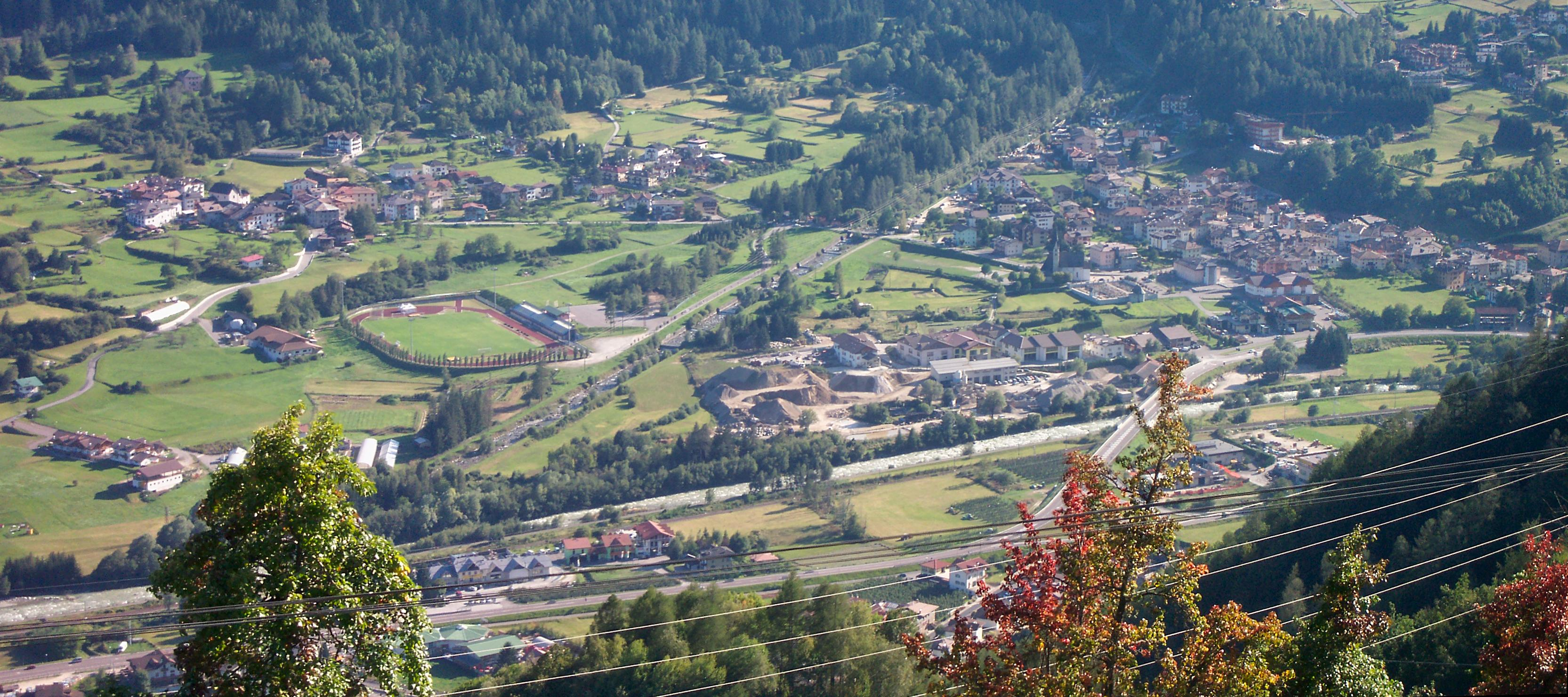
Dimaro và Carciato nhìn từ Bolentina.

Dimaro là một đô thị ở tỉnh Trento ở vùng Trentino-Alto Adige/Südtirol của Ý, tọa lạc cách 35 km về phía tây bắc của Trento. Tại thời điểm ngày 31 tháng 12 năm 2004, đô thị này có dân số 1.193 người và diện tích là 28,3 km².
Đô thị Dimaro có các frazioni (đơn vị trực thuộc, chủ yếu là các làng) Folgarida and Carciato.
Dimaro giáp các đô thị: Malè, Cles, Commezzadura, Monclassico, Tuenno, Pinzolo và Ragoli.